# بار بحرانی
در مطالعه آلودگی هوا، بار بحرانی (به انگلیسی: Critical load) به عنوان «برآورد کمی از قرار گرفتن در معرض یک یا چند آلاینده که کمتر از آن اثر زیان‌بار چشمگیری بر عناصر حساس محیط زیست بر اساس دانش موجود رخ نمی‌دهد» تعریف می‌شود.